# Хартман, Роберт
Роберт Широкауэр Хартман  (* 27 января 1910 в Берлине; † 20 сентября 1973 в Мехико), американский логик и философ немецкого происхождения.
Относится к важным представителям учения о ценностях (аксиология, "Science Value"), а также основатель формальной аксиологии (математически точное учение о ценностях). В 1973 году Хартман был номинирован на Нобелевскую премию мира.

## Биография
Отец Роберта Широкауэра (Schirokauer- буква S. осталась поэтому в имени) был еврейского происхождения, его биологическая мать лютеранской церкви. Своей мачехой он был воспитан как католик. Он изучал право в Германии, политологию в Париже и экономику в Лондоне. Будучи молодым судьей в начале 1930-х годов он жестоко приговорил заслуживающих наказания нацистов, а затем опубликовал оскорбительные статьи против национал-социалистов и их деятельности.
После захвата власти Гитлером летом 1933 года он бежал с фальшивым паспортом (Хартман) во Францию и выдавал себя там за фотографа одного фотоагентства, которое он через некоторое время перевел в Лондон. Впоследствии он работал с Герхардом Цукер (Gerhard Zucker), немецким инженером-ракетчиком, который хотел предоставить свою технологию британской почте. В Лондоне он также познакомился с представителями Walt Disney в Европе и через некоторое время ему было поручено создать соответствующий бизнес в Скандинавии. Однако Роберт Ш. Хартман по-прежнему находился под наблюдением нацистов. В 1938 году он покинул Европу, чтобы сначала вести бизнес для Walt Disney в Мексике. Чтобы продолжить свои научные исследования на тему "Что такое добро?", он эмигрировал в 1942 году из Мексики в США и получил в 1946 году докторскую степень по философии в Северо-западном Университете штата Иллинойс. После многочисленных циклов лекций и выступлений по приглашению в других институтах, среди них в Массачусетском технологическом институте и в Йельском университете, он преподавал и проводил исследования вплоть до своей смерти (1973) полгода в университете штата Теннесси, Ноксвилл, а затем полгода в Национальном автономном университете Мексики (UNAM).
Дополнительно к своей научной работе Роберт Ш. Хартман был всегда связан с миром бизнеса, например, путём предоставления консультаций и публикаций. Он считается отцом концепции доли прибыли (profit-share) в США. Таким образом он существенно поддержал работников с помощью пенсионных выплат путём их участия в прибыли компании. В 1960-х и 1970-х годов Роберт Ш. Хартман находился под сильным влиянием холодной войны и угрозы уничтожения человечества ядерным оружием. Чтобы содействовать построению прочного мира, он находился в контакте с многочисленными представителями политической элиты во всем мире. В свой последний год жизни он был номинирован на Нобелевскую премию мира.

## Научная деятельность
Математически точное учение о ценностях было в центре внимания работы Хартмана как ученого. Зверства нацистов были главной причиной того, что Роберт Ш. Хартман в своей второй половине жизни полностью посвятил себя исследованию "Добра". Его волновал вопрос, почему в истории всегда жестокие и бесчеловечные правители казались сильными мира сего. Сам же он считал жизнь человека бесконечно бесценным даром. Роберт Ш. Хартман хотел разработать формальное понятие "Добра", чтобы таким образом вывести морально-этические мысли и действия человеки на более точный, высокий уровень - так же, как этого достигли более чем 500 лет назад естествоиспытатели своими техническими разработками с помощью аксиомы Исаака Ньютона. Таким образом, «Добро» должно было укрепиться, чтобы дать отпор « Злу ». Его стремление к лучшему, ценностноориентированному миру представляет следующая цитата: „I thought to myself, if evil can be organized so efficiently [by the Nazis] why cannot be good? Is there any reason for efficiency to be monopolized by the forces for evil in the world? Why is it so difficult to organize good? Why have good people in history never seemed to have had as much power as bad people? I decided I would try to find out why and devote my life to doing something about it.” 
Разработанная Робертом Ш. Хартман аксиома учения о ценностях есть формальное определение "Добра" на тему: "Добро - это то, что выполняет его концепцию» („Good is concept fulfillment“). Это позволило ему, независимо от различных морально-этических представлений о ценностях, построить точную науку. Математически сформулированная аксиома основывается на свойствах/ характеристике объекта или субъекта, будь то абстрактная модель, предмет или человек. Чем больше свойств данного бъекта можно распознать, тем он ценнее. Его математически сформулированная аксиома звучит следующим образом:
Vx = 2n – 1
Ценность (V = Value) "чего-то", будь то объект или субъект (х) соответствует основе 2 в степени N, которая (степень) определяет ряд свойств/характеристик "чего-то", минус один.
На основе этого Хартман вывел три "измерениях ценностей": внутреннее (человеческое), обусловленное внешними обстоятельствами (объективное) и системное (формальное) измерение. Сочетание данных измерений позволяет представить в математических формулах, базирующихся на учении о ценностях, не только обыденные понятия, но так же и сложные взаимодействия и ситуации. Измерения ценностей могут быть представлены математически с помощью теории Канторово множество. Таким образом, становится возможным точно измерить или разграничить между собой ценности и оценки. Следовательно, оценивание с точки зрения хорошо или плохо аналогично осуществимо.

## Практическое применение
В то время как в работах над дальнейшим развитием модели калькуляции расчета ценностей не произошло прорыва, Хартман разработал практическое применение своих исследований, которые ныне известны как Hartman Value Profile (HVP). Этот психометрический метод, а точнее метод по измерению ценностей, охватывает личную систему ценностей субъекта и дает обоснованные выводы о его установках, личных качествах и, следовательно, о его поведении. Названные характеристики могут быть измерены с помощью двукратного ранжирования 18 высказываний. При этом измерение исключает любые манипуляции. Таким образом, HVP предназначен для использования в рекрутинге (подборе персонала), развитии персонала,а также в коучинге. HVP подтвержден многочисленными международными научными исследованиями. Применение HVP в европейских странах предлагается только в последнее время.